# Lijst van Spaanstalige dichters
Dit is een lijst van bekende poëten die in het Spaans hebben geschreven.

## Argentinië
- Jorge Luis Borges (1899-1986)
- Jacobo Fijman (1898-1970)
- José Hernández (1834-1886)
- Roberto Juarroz (1925-1995)
- Leopoldo Lugones (1874-1938)
- Alfonsina Storni (1892-1938)

## Bolivia
- Jaime Saenz (1921-1986)

## Chili
- Miguel Arteche (1926-)
- Sergio Badilla Castillo (1947-)
- Javier Campos (1947-)
- José Ángel Cuevas (1944-)
- Víctor Hugo Díaz (1965-)
- Lilian Elphick (1959-)
- Vicente Huidobro (1893-1948)
- Omar Lara (1941-)
- Enrique Lihn(1929-1988)
- Juan Luis Martínez (1942-1993)
- Gabriela Mistral, geboren Lucila Godoy, (1889-1957) Nobelprijs voor de Literatuur in 1945
- Sergio Mouat (1949-)
- Pablo Neruda, geboren Neftalí Ricardo Reyes, (1904-1973) Nobelprijs voor de Literatuur in 1971
- Nicanor Parra(1914-)
- Floridor Pérez (1937-)
- Juan Pablo del Río (1960-)
- Mauricio Redolés (1953-)
- Gonzalo Rojas, Cervantesprijs in 2003
- Pablo de Rokha (1894-1968)
- David Rosenmann-Taub (1927-)
- Manuel Silva Acevedo (1942-)
- Jorge Tellier (1935-1996)
- Raúl Zurita (1950-)

## Colombia
- Juan de Castellanos1522-1606.(El Premio de Novela Breve Juan de Castellanos)
- Porfirio Barba-Jacob
- León de Greiff
- Jorge Isaacs
- Raúl Gómez Jattín
- Rafael Pombo
- José Asunción Silva

## Cuba
- Emilio Ballagas
- Gastón Baquero
- Mariano Brull
- Julián del Casal
- Eliseo Diego
- Gertrudis Gómez de Avellaneda (1814-1873)
- Nicolás Guillén (1902-1989)
- Pedro Juan Gutiérrez (1950- )
- José-Maria de Heredia
- José Lezama Lima
- Dulce María Loynaz
- José Martí (1853-1895)
- Virgilio Piñera
- Roberto Fernández Retamar
- Severo Sarduy
- Cintio Vitier (1921-2009)

## Ecuador
- Jorge Carrera Andrade (1903-1978)
- Augusto Sacoto Arias (1907)
- Atanasio Viteri (1908)
- Ignacio Lasso (1911)
- José A. Llerena (1912)
- Jorge I. Guerrero (1913)
- Humberto Vacas Gómez (1913)
- Alejandro Carrión (1915)
- Joaquín Gallegos Lara (1911-1947)
- Nela Martínez (1911)
- Enrique Gil Gilbert (1913)
- Pedro Jorge Vera (1915)
- Adalberto Ortiz (1914)
- Nelson Estupiñán Bass (1915)
- Hugo Larrea Andrade (1907)
- Rodrigo Pachano Lalama (1910)
- Carlos Suárez Veintimilla (1911)
- Jorge Isaac Robayo (1911-1960)
- Carlos Bazante (1914)

## El Salvador
- Alfredo Espino
- Roque Dalton (1935-1975)
- Rubeld Molina Ayala (1963-)

## Guyana
- Fred D'Aguiar (1960-)
- Martin Wylde Carter (1927 - 1997)

## Mexico
- Rosario Castellanos (1925-1974)
- Elsa Cross (1946-)
- Salvador Díaz Mirón (1853-1928)
- Manuel Gutiérrez Nájera (1859-1895)
- Ramón López Velarde (1888-1921)
- Amado Nervo (1870-1919)
- Salvador Novo (1904-1974)
- José Emilio Pacheco (1939-)
- Octavio Paz (1914-1998)
- Carlos Pellicer (1897-1977)
- Alfonso Reyes (1889-1959)
- Jaime Sabines (1926-1999)
- Sor Juana Inés de la Cruz (1651-1695)
- Xavier Villaurrutia (1903-1950)
- Gabriel Zaid (1934-)
- Enrique González Martínez (1871-1952)

## Nicaragua
- Gioconda Belli (1948-)
- Ernesto Cardenal (1925-)
- Rubén Darío (1867-1916)

## Paraguay
- Julio Correa (1890-1926)
- Renée Ferrer de Arréllaga (1944-)
- Manuel Ortiz Guerrero (1894-1933)

## Peru
- Jose Santos Chocano (1875–1934)
- Manuel González Prada (1844-1918)
- César Vallejo (1892-1938)
- Javier Heraud (1942-1963)

## Filipijnen
- José Rizal (1861-1896)

## Puerto Rico
- Julia de Burgos (1914-1953)

## Spanje
- Juan Ruiz, Arcipreste de Hita (ca. 1283-ca. 1350)
- Gonzalo de Berceo (ca. 1197-ca. 1264)
- Juan Boscán (1490-1542)
- Rafael Alberti (1902-1999)
- Fray Luis de León (1527-1591?)
- Vicente Aleixandre (1898 - 1984) - Nobelprijs voor de Literatuur in 1977
- Dámaso Alonso (1898-1990)
- Gustavo Adolfo Bécquer (1836-1870)
- Juan de la Cruz (1542-1591)
- Luis Cernuda (1903-1963)
- Francisco Domene (1960)
- León Felipe (1884-1968)
- Federico García Lorca (1898-1936)
- Luis de Góngora (?-1627)
- Jorge Guillén (1893-1984)
- Miguel Hernández (1910-1942)
- José Hierro (1922-2002)
- Clara Janés (1940)
- Santa Teresa de Jesús (1515-1582)
- Juan Ramón Jiménez (1881-1958) - Nobelprijs voor de Literatuur in 1956
- Antonio Machado (1875-1936)
- Manuel Machado (1874-1947)
- Jorge Manrique (1440-1479)
- Juan L. Ortiz
- Emilio Prados (1899-1962)
- Francisco de Quevedo
- Luis Rosales
- Ana Rossetti
- Pedro Salinas (1892-1951)
- Garcilaso de la Vega (1503-1536)
- Lope de Vega (1562-1635)
- Esteban Manuel de Villegas (1589-1669)
- Leopoldo María Panero (1948)
- Manuel Curros Enríquez
- Alonso de Ercilla
- Marqués de Santillana
- Gutierre de Cetina
- Juan del Encina (1469-1529)
- José de Espronceda (1808-1842)
- Rosalía de Castro (1837-1885)
- Blanca Andreu
- María Victoria Atencia
- Felipe Benítez Reyes
- Carlos Bousoño
- Francisco Brines
- José María Caballero Bonald
- Antonio Colinas
- Luis Alberto de Cuenca
- Francisco Domene
- Gloria Fuertes
- Vicente Gallego
- Antonio Gamoneda
- José Agustín Goitisolo
- Diego Jesús Jiménez
- Chantal Maillard
- Antonio Martínez Sarrión
- Carlos Marzal
- Bruno Mesa
- Juan Carlos Mestre
- Luis García Montero
- Luis Javier Moreno
- Lorenzo Oliván
- José Ortega Torres
- Blas de Otero
- Leopoldo Panero
- Francisco Pino
- Juan Vicente Nuevo Piqueras
- Claudio Rodríguez
- Ángel Rupérez
- Jaime Siles
- Jenaro Talens
- Andrés Trapiello
- José Miguel Ullán
- José Ángel Valente
- Álvaro Valverde
- José Antonio de Villena
- Luisa Castro
- Isla Correyero
- Clara Janés
- Ana Rossetti
- Jordi Doce, (1967-)

## Uruguay
- Delmira Agustini (1886-1914)
- Mario Benedetti

## Venezuela
- Enrique Moya (1958)
- Aquiles Nazoa (1920 - 1976)
- Arturo Uslar Pietri

## Verenigde Staten
- Sandra Cisneros
- Ninoscka / Gwiazdon